# غوتينبورغ آن دير لابير
غُوتّينبُورَغ آن دير لابِير (بالألمانية: Rottenburg an der Laaber) هي بلدة ألمانية تقع في ألمانيا في منطقة لاندسهوت.